# Gottlob Friedrich Seligmann

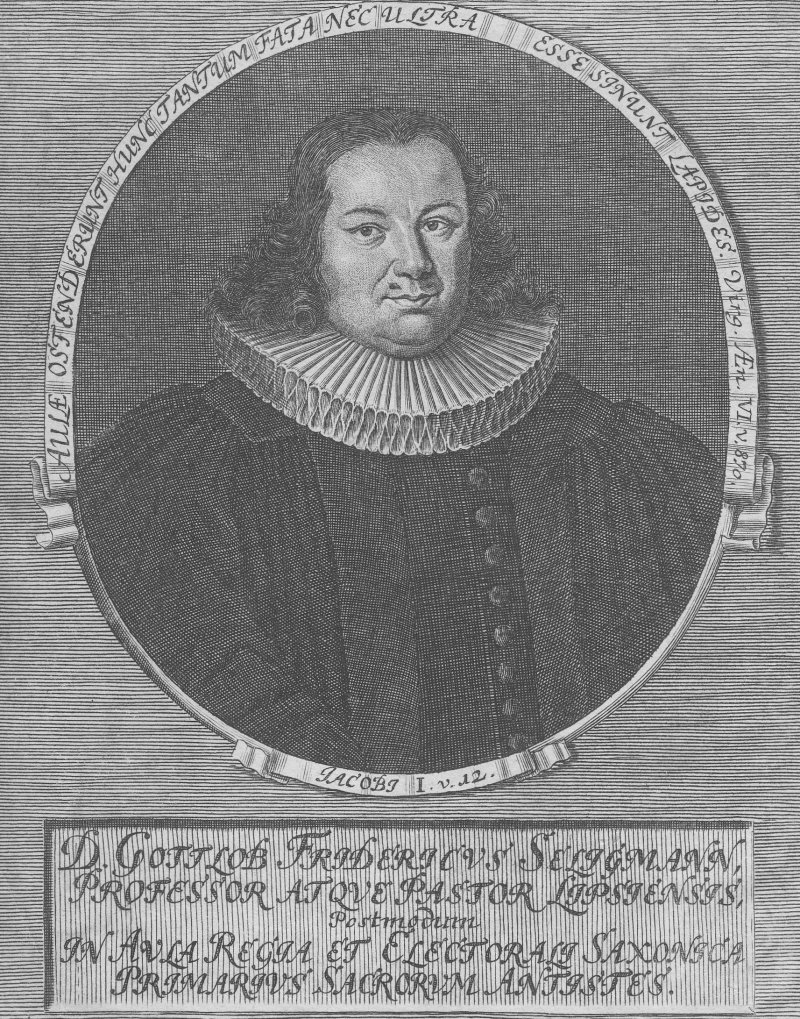
Gottlob Friedrich Seligmann, Kupferstich 17. Jahrhundert

Gottlob Friedrich Seligmann, auch: Seeligmann (* 21. November 1654 in Hainewalde; † 24. Dezember 1707 in Dresden) war ein deutscher lutherischer Theologe.

## Leben
Seligmann war ein Sohn des Pastors und späteren Archidiakons von Zittau und seiner Frau Katharina, der Tochter des Pfarrers in Gröditz, Caspar Thomä. Er erhielt zunächst in seinem Elternhaus durch seinen Vater die erste Ausbildung. Bald konnte er das Gymnasium in Zittau besuchen.
Ausreichend vorgebildet verließ er Zittau, um sich am 1. Juni 1674 an der Universität Leipzig zu immatrikulieren. Zunächst beschäftigte er sich mit Studien an der philosophischen Fakultät, erwarb sich 1675 den Grad eines Baccalaureus und wurde 1676 Magister der freien Künste. Im selben Jahr fand Seligmann Aufnahme an der philosophischen Fakultät und trat in das Predigerkollegium ein, wo er verschiedene Vorträge hielt. Durch weitere Disputationen in den Jahren 1678 und 1679 gelangte er an eine Respondentenstelle bei dem berühmten Johann Benedict Carpzov II.
1680 wurde er beauftragt, einen holsteinischen Edelmann zu beaufsichtigen, und ging aufgrund der in Leipzig auftretenden Pest nach Rostock. Dort tat er sich an der Universität Rostock so hervor, dass er eine Professur für Physik und Metaphysik erhielt. 1683 übernahm er in der Hansestadt die Stelle des Erzdiakons an der St. Jacobikirche und wurde im selben Jahr Rektor der dortigen Universität. Am 31. August 1686 erwarb Seligmann sich das Lizentiat der Theologie und ging wieder nach Leipzig.
In Leipzig, wo er 1686 an der Nikolaikirche die Stelle eines Diaconus antrat und am 9. November 1692 zum Doktor der Theologie promovierte, wurde er daraufhin Erzdiakon an der St. Thomaskirche. Da er bereits 1698 außerordentlicher Professor an der theologischen Fakultät geworden war, wurde ihm 1700 eine ordentliche Professur übertragen und er an das Große Fürstenkollegium versetzt. So verwaltete er im Wintersemester 1700 und 1706 das Amt des Rektors der Universität Leipzig, war 1702 Leipziger Abgeordneter beim Universitätsjubiläum der Universität Wittenberg, wurde 1704 erstmals Dekan der theologischen Fakultät und verwaltete ein Jahr lang die Großpropstei der alten Dörfer. Für kurze Zeit nahm er im Oktober 1707 abermals das Dekanat der theologischen Fakultät an.
Am ersten Adventsonntag 1707 trat er die Nachfolge Samuel Benedict Carpzovs als Oberhofprediger und Oberkonsistorialrat in Dresden an. Diese am 4. Dezember abgehaltene Predigt hielt er jedoch etwas kränklich, es stellte sich ein Steinleiden begleitet von Fieber ein, das die Mediziner zunächst in den Griff bekamen. Dennoch kam es am 23. Dezember zu einem Rückfall und er verstarb am darauf folgenden Tag.
Am 26. Dezember wurde sein Leichnam in der Sakristei der Sophienkirche beigesetzt und am 30. Dezember ein öffentlicher Gedenkgottesdienst abgehalten. Nach einer kurfürstlich angesetzten Obduktion, stellte man einen Stein fest, der sechs Lot und drei Quentchen wog, in der linken Niere befanden sich drei Steine, die so groß wie Haselnüsse waren und die die Entzündung verursacht hatten. Sie wurden wegen ihrer ungewöhnlichen Gestalt und Form, in das königlich-kurfürstliche Naturalienkabinett gebracht und dort aufbewahrt.

## Familie und Nachfahren
Aus seiner am 8. Mai 1683 in Rostock geschlossenen Ehe mit Anne Elisabeth, der Tochter des Rostocker Rates Ernst Sutzmann, waren vier Kinder, ein Sohn und drei Mädchen hervorgegangen.
- Die älteste in Rostock geborene Tochter Johanna Katharina heiratete am 19. April 1700 Heinrich Pipping, den späteren Nachfolger im Amt des Oberhofpredigers.
- Die in Leipzig geborene Tochter Margaretha Elisabeth ehelichte 1705 den Doktor der Rechte und späteren Beisitzer der juristischen Fakultät der Universität Leipzig, Friedrich Friese.
- Die jüngste Tochter Christina Maria verstarb früh.
- Sein einziger Sohn Christian Gottlob studierte die Rechtswissenschaften, verheiratete sich in Magdeburg und verstarb dort im Januar 1730.

Seine Witwe ging zurück nach Leipzig und dann nach Naumburg (Saale), wo sie verstarb.

## Würdigung
Seine Zeitgenossen schildern ihn als ansehnlichen, freundlichen und belebenden Menschen, der rhetorisch gewandt, sich auch der studierenden Jugend mitteilen konnte. Somit war er auch in den schönen Wissenschaften bewandert und war auch Neuerungen auf dem Gebiet der Theologie aufgeschlossen. Aus den theologischen Streitigkeiten seiner Zeit hat er sich versucht weitgehend herauszuhalten und diese anderen Theologen überlassen.

## Promotionen unter dem Vorsitz Seligmanns
- Johann Fritzsch: Johannis Georgii I. Vitam breviter adumbratam. Georg, Leipzig 1676.
- Johann Konrad Glaser: De campana urinatoria. Uhmann, Leipzig 1677.
- De iis, qui in pacificationem se interponunt. Uhmann, Leipzig 1678.
- Ulrich Mente: Sententiam Dn. D. Alberti, quae est "Notitiam status integri naturalem non esse", superiorum indultu, contra Dr. Strimesium. Brand, Leipzig 1679.
- Heinrich von Qualen: De casu oblatis in sapientiam versis vertendis. Keilenberg, Rostock 1681.
- Johann Christoph von Lübken: Moralia in compendio i.e. Virtuosas actiones nostras ex amore, velut scaturgine, deductas. Rostock 1681.
- Salomon Spranger: De homnibus ένυδςοβίοις. Rostock 1681.
- Johannes Postel: Sciagraphiam virium imaginationis. Reichel, Rostock 1682.
- Joachim Lehmert: Exercitium Anticartesianum i.e. Theses non nullae contra ea quae sub initium philosophiae in dubium vocari posse creddidit Renatus Descartus. Rostock 1682.
- Leonhard Nikolaus Elvern: De cunctatore bono. Rostock 1683.
- Johann Büsch: De iis, in quibus philosophia dormitare vel haerere videtur. Reichel, Rostock 1683.
- Johann Heinrich Göttel: Ideam studiosi politices compendiose descriptam. Rostock 1683.
- Amandus Gotthold Fehmel: Mariam I., reginam Angliae, quibusdam politicis et moralibus observationibus illustratam. Rostock 1684.
- Joachim Otto: Theses anticartensianae miscellaneae. Rostock 1684.
- Daniel Albrecht: De philosopho conciliatore. Wepplinger, Rostock 1685.
- Gottlob Voltz: Ideam studiosi polymathesterii ad altiorem sapietiam aspirantis breviusculis thesibus. Reichel, Leipzig 1685.
- De baoscopiis. Rostock 1686.
- Justus Christoph Schomer: De pessimo heuremati sentiendi et credendi libertinismo. Wepplinger, Rostock 1686.
- Hermann Joachim Hahn: De iis, quae circa receptam de sabbatho doctrinam a non nemine nuper in dubiam vocata sunt. Stock, Leipzig 1703.
- Adolf Friedrich Dermann: Cultum defunctorum uti viget inter pontificios, et eo inprimis, de quo apud et ob Chinenses controvertitur. Tietze, Leipzig 1703.
- Johann Christoph Eibelhuber: De precibus earumque efficacia. Tietze, Leipzig 1705.
- Johann Möbius: De autoritate librorum symbolicorum non repudianda. Tietze, Leipzig 1706.
- Valentin Alberti: Fridericus fortis sive admosus, politicis quibusdam discursibus illustratus. Tietze, Leipzig 1675.
- Gottfried Nikolaus Ittig: Philosophica de fide. Wittigau, Leipzig 1676.

## Werke
Latein
- Amplissimaq(ue) Facultate Philosophica suffragante, De Baroscopiis. Rostock 1686 (digital.slub-dresden.de).
- Ea, sine quibus Exerceititium Concionatorium vix commode potst. Suscipi, breviter ac clare comprehensa. Leipzig 1688.
- Oratio Sacra oder Collegium Pasterale. 1709.
- Orationes & Programmata varii argumenti, e museo Henrici Pippingii. Dresden 1712.

Deutsch
- Die Kirchen Andachten. Leipzig 1694.
- Die geprisene Seeligkeit der Kirchen Gottes. Leipzig 1708.
- Der freudige Muth in Gott, aus Jes. XLI 10. bey der leiche der seeligen D. Capzovin.
- Die Auserwählten im Himmel, auf Apoc. VII. 13.
- Der theure Jerimias unserer Zeiten, aus Jer. XV. 19 bey der Leiche des seeligen D. Capzovs.
- Die allerseeligste Messe, aus Psalm XXXVII.
- Die allerheiligste Christfreude einer frommen und gottseligen Even dieser Zeit, aus den Worten: Herr Jesu, dir leb ich etc.
- Der rechte Israelit und fromme Christ in seinem Leiden, aus Psalm XXXIX.
- Der süsse Anblick des Todes eines gläubigen und frommen Christen, aus Phil. I. 21.
- Der gerechte in seinem Tode, aus Psalm CXVIII. 17. 21.
- Eines in Gott beruhigten Jonä höchstseelige Trost Gedanken, aus Psalm CXIX. 76.
- Eine fromme Seele, deren Freude ist, das sie sich zu Gott halte, aus Hebr. X. 35. 36.
- Ein frommer Abraham der Stadt Leipzig in seinen Abrahamitischen Glauben, aus Hebr. XI. 17. 19 bey der leiche Herrn Wolff Abraham Platzens.
- Der vortreffliche Wahlspruch eines Gott-gelassenen Gemühts, aus Matt. XXVI. 39. bey der Leiche Herrn M. Albrecht Christian Rotths.
- Die fromme Maria Sophia der Stadt Leipzig, welche, was ihr Nahme mitgebracht, in der That zu behaupten gewusst, aus Psalm LXXI. II. 19. 23 bey der Leiche der Fr. D. Platzin.
- Die Ehre und ruhmwürdigste Weisheit in einer weisen Bereitschaft zum Tode aus Joh. VI. 54.